# Sumbertaman
Sumbertaman is een bestuurslaag in het regentschap Probolinggo van de provincie Oost-Java, Indonesië. Sumbertaman telt 9468 inwoners (volkstelling 2010).